# Cyptodon gracilis
Cyptodon gracilis är en bladmossart som beskrevs av Brotherus 1925. Cyptodon gracilis ingår i släktet Cyptodon och familjen Cryphaeaceae. Inga underarter finns listade i Catalogue of Life.